# Gulbiniškiai

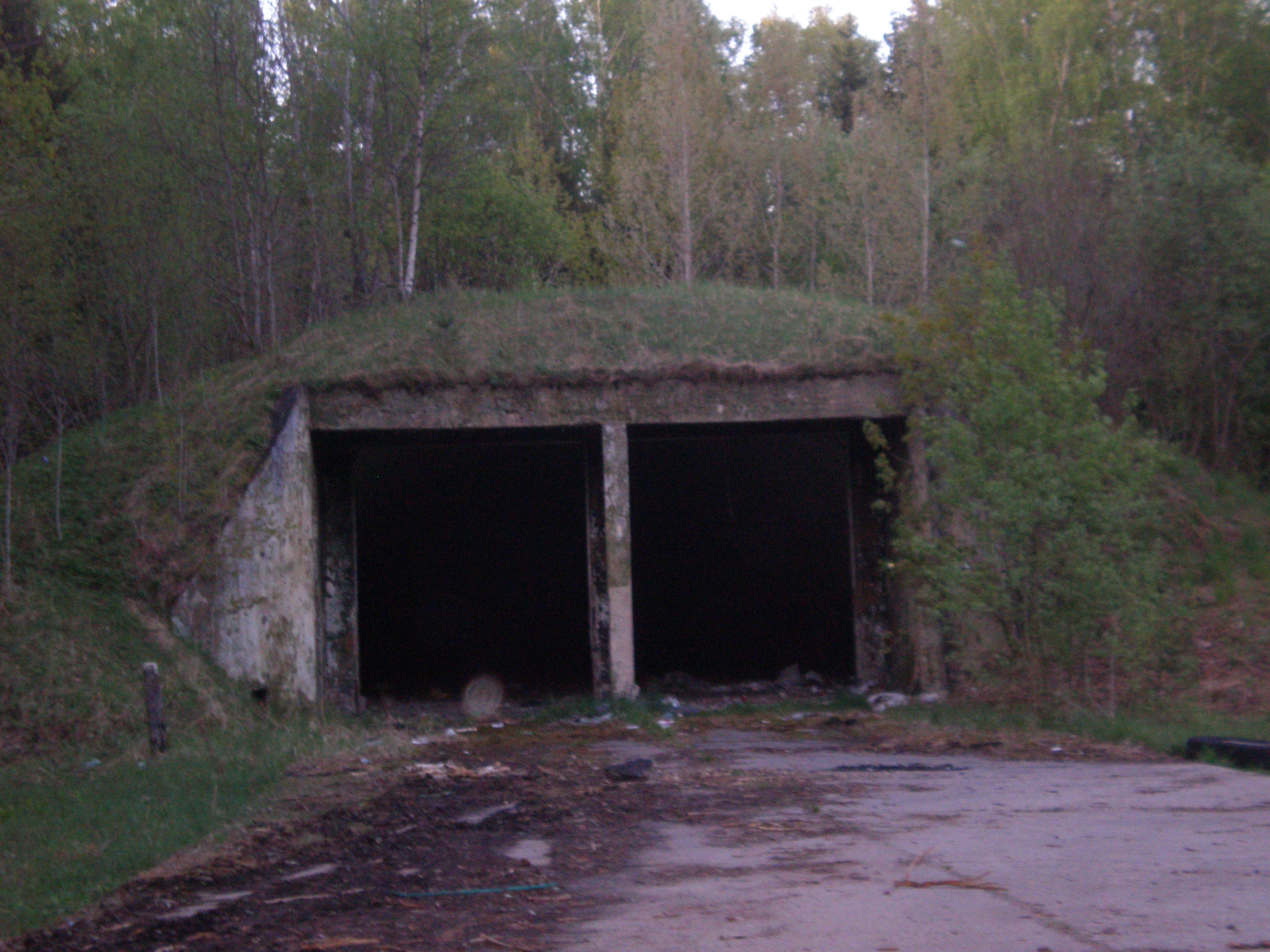
Raketenbasis Gulbiniškiai

Gulbiniškiai ist ein Ort im Amtsbezirk Dumsiai, der in der Rajongemeinde Jonava des Kaunas-Bezirks von Litauen liegt. Er ist zwei Kilometer von Šveicarija, 1,5 Kilometer von Paryžius und drei Kilometer von Stašėnai entfernt. 

## Name
Das Wort gulbė bedeutet 'Schwan', gulbinas das Schwan-Männchen und -iškiai ist ein Suffix (Plural).

## Geschichte
Das Dorf ist seit 2009 das Zentrum des gleichnamigen Unteramtsbezirks mit 469 Einwohnern (2001). Im Dorf Gulbiniškiai leben 223 Einwohner (Stand: 2011). Um 1959–1960 wurde der Raketenstartplatz Gulbiniškiai von der Sowjetarmee gebaut. Die Raketenbasis war für R-12-Raketen bestimmt. Die Exkursionen sind vom Landesmuseum Jonava vorgesehen.
Dem Unterbezirk Gulbiniškiai gehören diese Dörfer: Gulbiniškiai, Gumbiškiai, Pušynėlis, Ratušėliai, Marinauka, Paryžius, Skarbinai, Stepanava, Šalūgiškiai, Bagdonava, Dirvaliai, Londonas, Naujatriobiai, Spanėnai.